# Vall-llobrega (Cercs)
Vall-llobrega és una obra del municipi de Cercs (Berguedà) inclosa en l'Inventari del Patrimoni Arquitectònic de Catalunya.

## Descripció
Es tracta d'una casa construïda amb una interessant estructura que aprofita notablement l'irregular relleu del lloc. L'entrada se situa mirant a migdia i, en un nivell inferior seguint el perfil orogràfic hi ha una planta baixa de força alçada. Al cos horitzontal hi sobresurt per la banda de llevant una torre de major alçada, també amb teulada a doble vessant i estructura global de quatre nivells. Aparell irregular en maçoneria i carreus ben tallats a les cantonades. Obertures regulars a la banda de llevant amb terrat cobert al primer i segon pis. Conserva les baranes en fusta original i algunes llindes d'obertures.
Té un cobert proper de dos nivells. Teulada a doble vessant. Pilars centrals en pedra grossa i ben escairada. Obertures laterals àmplies, mirant a llevant, en el nivell superior. Conserva terra i elements de tancament en fusta al primer nivell. L'estat de conservació general és correcte. Aprofita, també el relleu del costat de ponent com a paret natural de tancament.

## Història
Igual que passa a les cases més properes, malgrat la seva probable major antiguitat de poblament, l'edificació de l'actual casa sembla feta a finals del segle xvii. Deixà de ser habitada de forma regular fa uns 25 anys. La importància de la casa, en els sectors de l'agricultura i la ramaderia, va ser molt gran.